# 도큐 다마가와선
도쿄 급행 전철 도큐 다마가와 선(일본어: 東急多摩川線 도큐타마가와센[*])은 도쿄 급행 전철의 철도 노선 가운데 하나이다. 다마가와역과 가마타역을 잇는다. 전 구간이 일본 도쿄도 오타구에 있다.

## 노선 정보
- 노선 거리: 5.6 km
- 궤간: 1067mm (협궤)
- 역 수: 7
- 복선 구간: 전 구간
- 전철화 구간: 전 구간 직류 1,500 볼트
- 차단 장치: 자동 차당식
- 보안 장치: 도쿄 급행 전철 ATS

## 차량

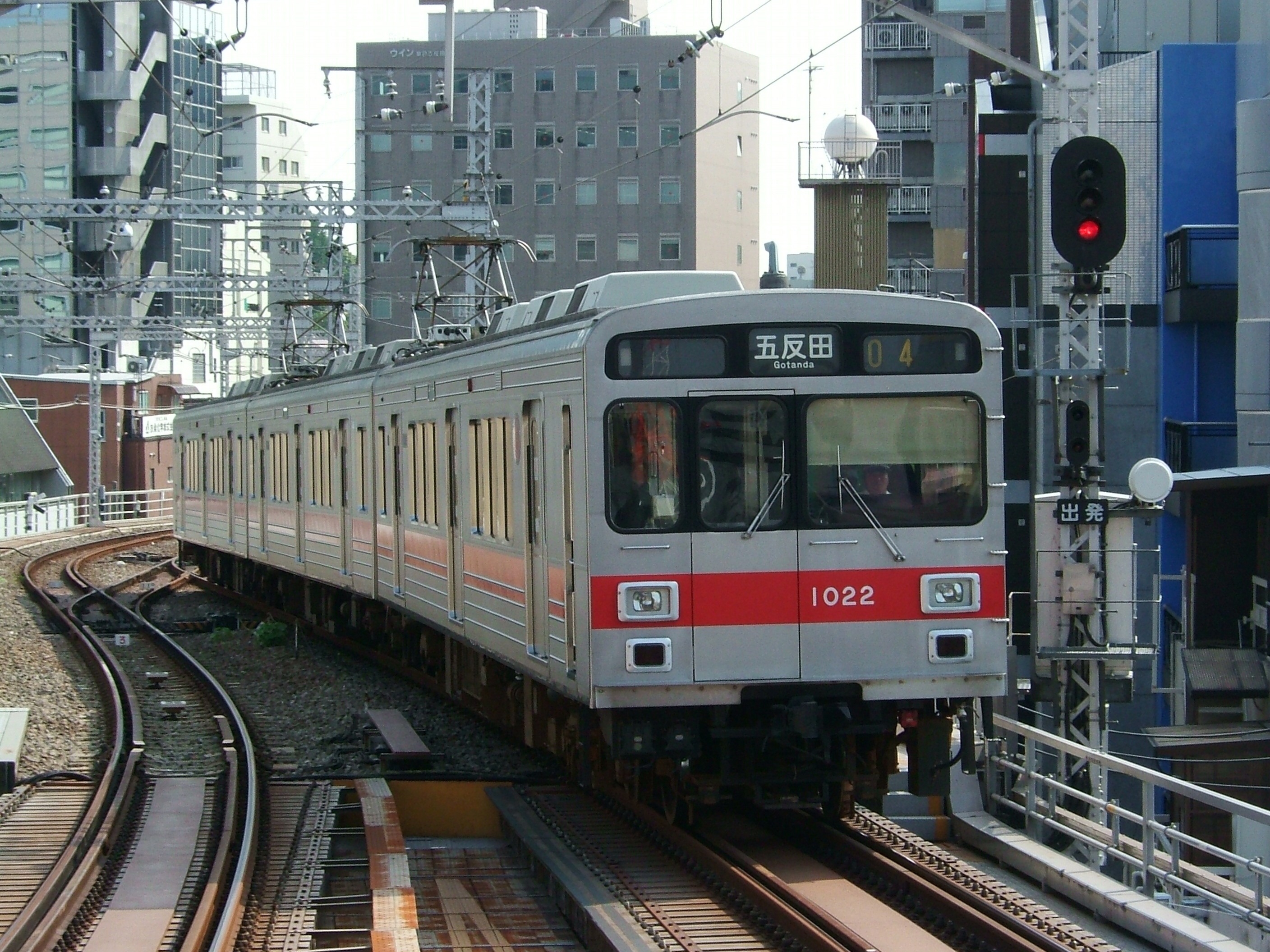
1000계
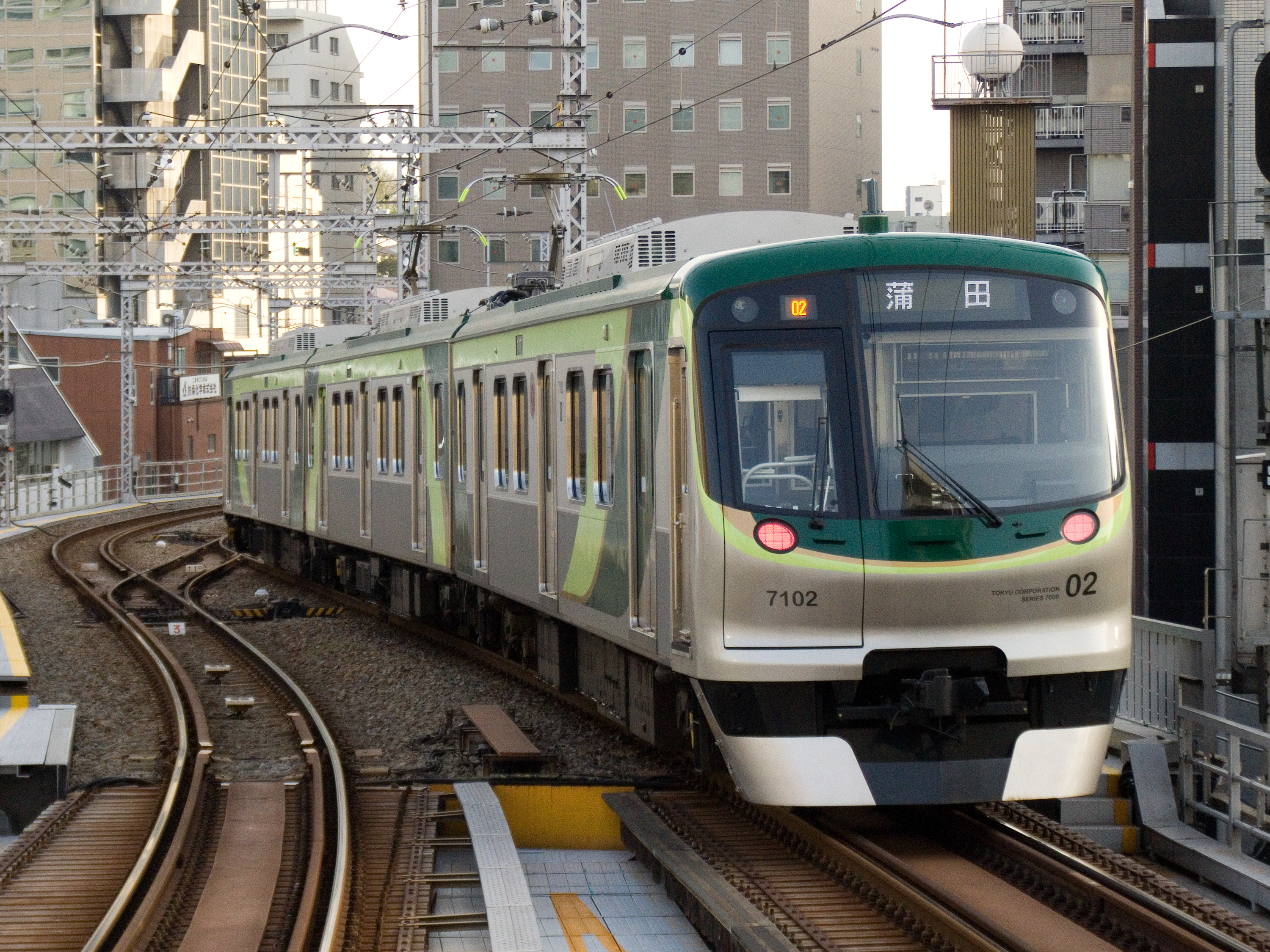
7000계
7600계
7700계

- 1000계
- 7000계
- 7700계
- 7700계

## 역 목록
| 역 번호 | 역명           | 일어 역명 | 접속 노선                                    | 역간 거리 | 누적 거리 | 소재지   | 소재지   |
| ------- | -------------- | --------- | -------------------------------------------- | --------- | --------- | -------- | -------- |
| TM 01   | 다마가와       | 多摩川    | 도요코 선 (TY 09) 메구로 선 (MG 09)          |           | 0.0       | 도 쿄 도 | 오 타 구 |
| TM 02   | 누마베         | 沼部      |                                              | 0.9       | 0.9       | 도 쿄 도 | 오 타 구 |
| TM 03   | 우노키         | 鵜の木    | 1.1                                          | 2.0       |           | 도 쿄 도 | 오 타 구 |
| TM 04   | 시모마루코     | 下丸子    | 0.6                                          | 2.6       |           | 도 쿄 도 | 오 타 구 |
| TM 05   | 무사시닛타     | 武蔵新田  | 0.8                                          | 3.4       |           | 도 쿄 도 | 오 타 구 |
| TM 06   | 야구치노와타시 | 矢口渡    | 0.9                                          | 4.3       |           | 도 쿄 도 | 오 타 구 |
| TM 07   | 가마타         | 蒲田      | 이케가미 선 (IK 15) 게이힌 도호쿠 선 (JK 17) | 1.3       | 5.6       | 도 쿄 도 | 오 타 구 |